# Коцарев, Олег Александрович
Олег Александрович Ко́царев (укр. Олег Олександрович Коцарев; род. 22 августа 1981, Харьков) — украинский поэт и прозаик.
Окончил отделение журналистики Харьковского национального университета имени В. Н. Каразина. Живёт в Киеве.
Дебютировал в 2003 году книгой стихов «Короткое и долгое» (укр. Коротке і довге), выигравшей конкурс поэтических рукописей издательства «Смолоскип». В дальнейшем выпустил ещё ряд стихотворных сборников. В 2009 издана книга рассказов «Неимоверная история правления Хлорофитума Первого» (укр. Неймовірна історія правління Хлорофітума Першого), за ней последовал роман «Люди в гнёздах» (укр. Люди в гніздах; 2017), удостоенный премии «Глиняный кот». Книги стихотворений Коцарева изданы также в России («Стечение обстоятельств под Яготиным», издательство «АРГО-РИСК», 2009, переводы А. Афанасьевой и Д. Кузьмина), Словакии и Чехии; на русском языке стихотворения Коцарева публиковались также в переводах Н. Бельченко, И. Кивы, В. Нугатова и Ст. Бельского. Коцарев считается одним из важнейших представителей украинского поэтического поколения «двухтысячников».
В 2014 г. вместе с женой, поэтессой Юлией Стахивской, составил фундаментальную антологию «Украинская авангардная поэзия. 1910—1930-е», которая, по мнению критики, заново открывает читателю целый пласт украинской литературы.